# San Vito dei Normanni
San Vito dei Normanni – miejscowość i gmina we Włoszech, w regionie Apulia, w prowincji Brindisi.
Według danych na rok 2004 gminę zamieszkiwało 20 071 osób, 304,1 os./km².

## Bibliografia

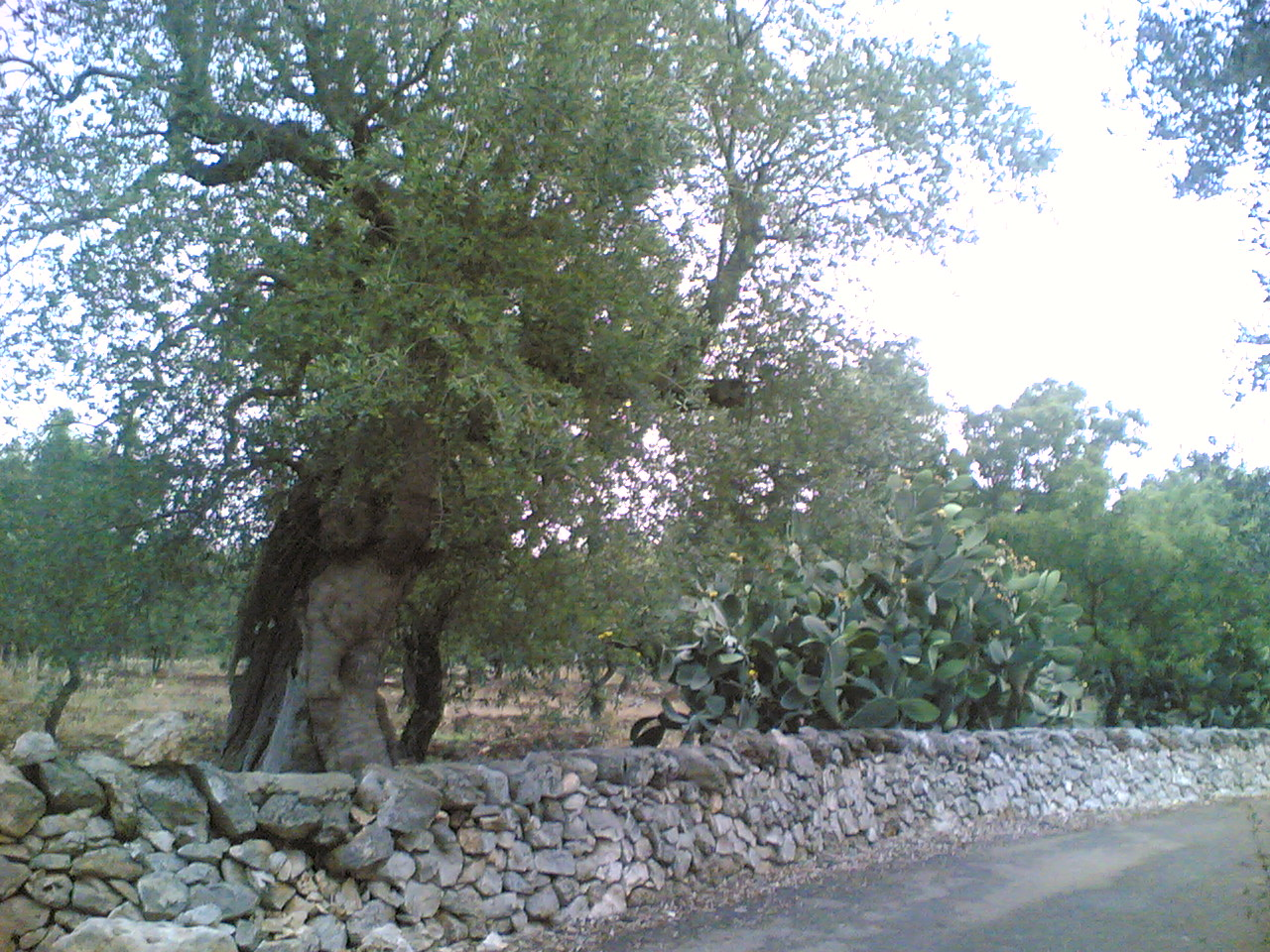
Campagna sanvitese, contada "Ammazzaciucci"

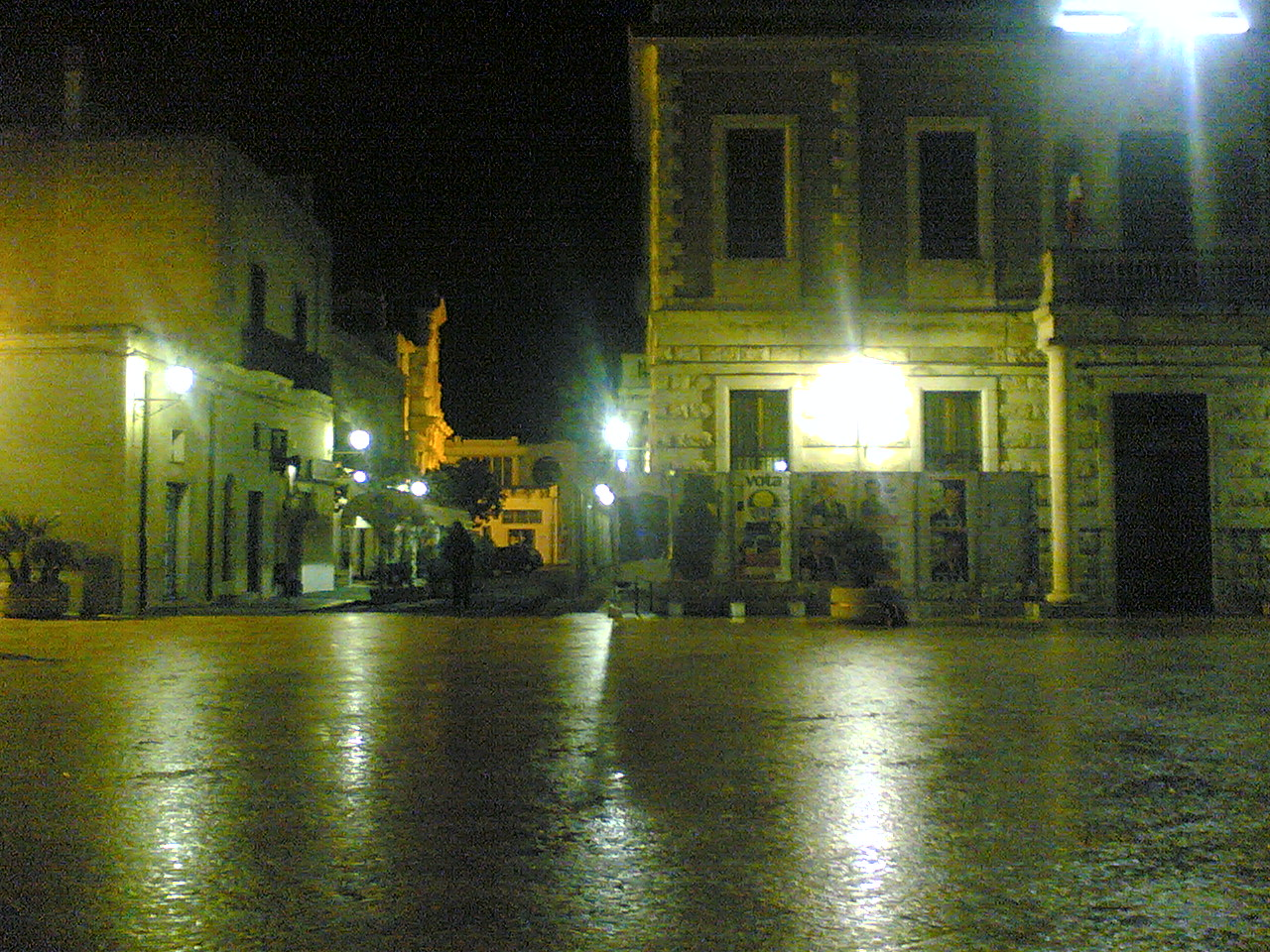
Ratusz nocą

## Miasta partnerskie
- Louviers
- Salzwedel